# サンワシティ西大寺
サンワシティ西大寺（サンワシティさいだいじ）は、奈良県奈良市西大寺東町2丁目1番63号にある複合商業施設。地下1階地上7階建て。運営は県内企業の三和住宅。

## 施設概要
2002年10月竣工。5階に運営会社の三和住宅株式会社の本社がある。
奈良県内の交通の要衝である大和西大寺駅北口改札正面にあり、利便性の高い施設である。また、駅からならファミリーへ向かう屋内通路としても利用されており、終日にぎわう。その集客力を見込んでか、県内初出店の店や予備校などの教育機関も多数入居している。また、駅と反対側の北側には4階建ての立体駐車場がある。

## 主要テナント
- ドコモショップ
- マツモトキヨシ
- ワッツ西大寺駅前
- アディーレ法律事務所奈良
- エステティックTBC
- 東進ハイスクール奈良校
- KECゼミナール西大寺駅前教室
- ECC外語学院
- 日立ビルシステム
- KUMON
- フィットネスクラブコ・ス・パ西大寺